# Ernst Michalowski
Ernst Michalowski (* 1914; † 31. Dezember 2000 oder 1. Januar 2001) war ein deutscher Basketballfunktionär.

## Laufbahn
Michalowski, der bereits Ende der 1940er Jahre bei der TG Herford mit Handballern und Leichtathleten Basketball übte, ist ein Pionier des Basketballsports in der Stadt Hagen. Er wird als „Gründungsvater des Hagener Basketballs“ bezeichnet, Michalowski war Lehrer am Albrecht-Dürer-Gymnasium. Als Sportlehrer führte er Basketball im Unterricht ein und gründete eine Basketball-AG. 1952 wurde er bei der Gründung des Basketballkreises Hagen e.V. Sportwart.
Er war ab 1951 erster Vorsitzender in der Vereinsgeschichte des SSV Hagen und blieb bis 1953 im Amt, von 1972 bis 1974 stand er in derselben Position an der Spitze des Vereins. Neben seiner Funktionärstätigkeit gehörte er als Spieler von 1951 bis 1953 zur Mannschaft des SSV Hagen. 1966 wurde er mit dem SSV deutscher Meister im Alt-Herren-Bereich. Ebenfalls 1966 organisierte Michalowski, der beim Deutschen Basketball Bund (DBB) als Vizepräsident und Schulsportbeauftragter tätig war, in Hagen das erste Basketball-Bundesturnier der Schulmannschaften der männlichen A-Jugend. Im Westdeutschen Basketball-Verband war Michalowski Jugendwart.
1971 wurde Michalowski mit der Sportehrenplakette des Stadtsportbundes Hagen ausgezeichnet. Nach Michalowski wurde der Pokal der Deutschen Meisterschaft in der Altersklasse Ü65 benannt, er war Ehrenmitglied von Brandt Hagen.
1995 wurde ihm das Verdienstkreuz am Bande verliehen. Michalowski starb in der Silvesternacht 2000/2001 im Alter von 86 Jahren.